# Sa Dingding
Sa Dingding (chiń. upr. 萨顶顶; chiń. trad. 薩頂頂; pinyin Sà Dǐngdǐng; ur. 27 grudnia 1983 w Mongolii Wewnętrznej) – chińska piosenkarka i autorka tekstów. Śpiewa w językach: mandaryńskim, sanskrycie, tybetańskim oraz w wymyślonym przez siebie języku. Gra również na instrumentach takich, jak: guzheng i matouqin (morin chuur). Tworzy i śpiewa w różnych gatunkach muzycznych, m.in.: pop, muzyka elektroniczna i folk. Mając 18 lat zrealizowała swoją pierwszą płytę.

## Dyskografia
Albumy
- 2001 Dong Ba La (咚巴啦)
- 2007.08.28 Wanwu Sheng (万物生; ang. Alive) - Universal Music, Wrasse Records
- 2010.01.26 Tiandi He (天地合; ang. Harmony)

Single
- 2008.07.30 Qin Shang (琴伤) - Wrasse Records
- 2009.11.13 Tiandi Ji/Ha Ha Li Li (天地记) - Universal Music Group

Ścieżka dźwiękowa
- Jin Yi Wei (锦衣卫), piosenka tytułowa z filmu 14 Blades